# Rayneria
Rayneria is een geslacht van uitgestorven kreeftachtigen uit de klasse van de Ostracoda (mosselkreeftjes).

## Soorten
- Rayneria ginginensis Neale, 1975 †
- Rayneria nealei Dingle, 1980 †